# Wisegirls
Wisegirls är en amerikansk-brittisk-kanadensisk långfilm från 2002 i regi av David Anspaugh, med Mira Sorvino, Mariah Carey, Melora Walters och Arthur J. Nascarella i rollerna.

## Handling
Då Meg (Mira Sorvino) får jobb på en italiensk restaurang, blir hon snart vän med Kate (Melora Walter) och Rachel (Mariah Carey), de två andra servitriserna. Vad hon inte vet är att restaurangen ägs av maffian och fungerar som en täckmantel för ljusskygg narkotikahandel. Snart dras Meg ner i den undre världens träsk och hon tvingas delta i den grovt kriminella verksamheten. Så när polisen tvingar Meg att skaffa fram bevis mot maffian, tillspetsas situationen för Meg och hennes väninnor. Deras liv är nu i fara.

## Rollista
| Mira Sorvino         | – Meg Kennedy       |
| Mariah Carey         | – Raychel           |
| Melora Walters       | – Kate              |
| Arthur J. Nascarella | – Mr. Santalino     |
| Saul Stein           | – Umberto           |
| Joseph Siravo        | – Gio Esposito      |
| Christian Maelen     | – Frankie Santalino |
| Anthony Alessandro   | – Lorenzo           |
| Louis Di Bianco      | – Deluca            |
| Noam Jenkins         | – Garcia            |
| Jeremiah Sparks      | – Detective Levine  |